# Hammersmith (Piccadilly e District Lines do Metropolitano de Londres)
Hammersmith é uma estação do Metropolitano de Londres em Hammersmith. Fica na District line entre Barons Court e Ravenscourt Park, e na Piccadilly line entre Barons Court e Acton Town. A estação está na Zona 2 do Travelcard.
A estação de mesmo nome da Hammersmith & City line e da Circle line é uma estação separada ao noroeste. As duas estações são separadas pela Hammersmith Broadway.

## História
A estação foi aberta em 9 de setembro de 1874 pelo Metropolitan District Railway (MDR, atualmente District Line) como o ponto mais ocidental da estrada de ferro, quando foi prorrogado a partir de Earl's Court.

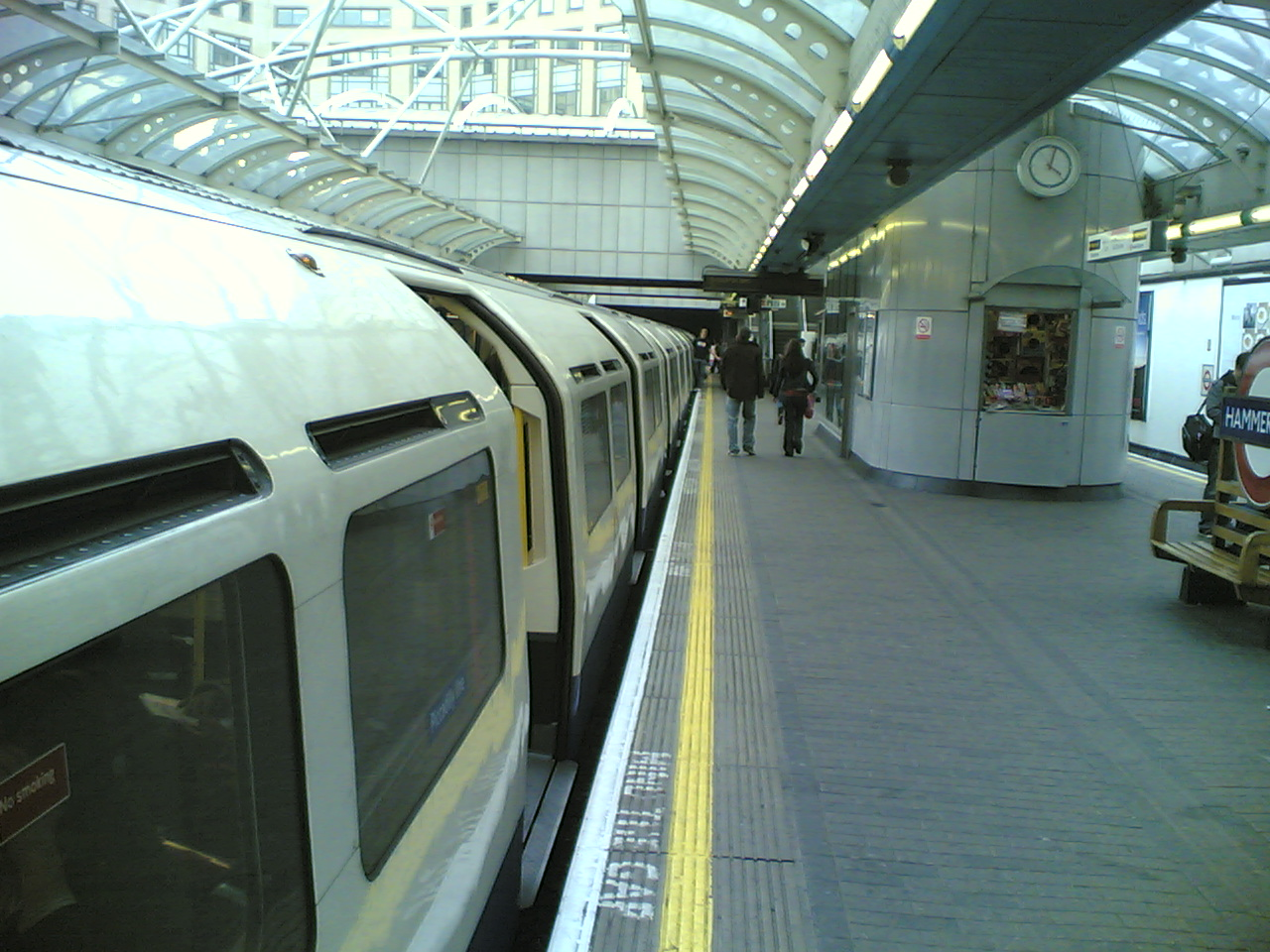
Plataforma oeste

## Serviços
Ônibus de Londres dia e noite servem a estação do Terminal Hammersmith, parte da qual fica acima da Hammersmith Broadway.